# Singapores flag
Singapores flag består af to lige store, horisontale striber: foroven rød, forneden hvid.
Den røde farve udtrykker den universelle broderlighed og lighed blandt menneskerne, den hvide renhed og uskyld.
Den hvide halvmåne i det øvre, venstre hjørne står for en ung, opadstræbende nation. De fem hvide stjerne, der danner en cirkel, står for Singapores idealer: Demokrati, fred, fremskridt, retfærdighed og lighed.